# Institut d'ingénieur des techniques du bâtiment et des travaux publics
L’Institut d'Ingénieur des Techniques du Bâtiment et des Travaux Publics (IIT BTP) est une école d'ingénieurs française située à Reims proposant deux années de classes préparatoires intégrées, et un cycle d'ingénieur en alternance.

## Description
Cette école fait partie du Cnam.
Elle se différencie des autres écoles par sa relative petite taille (promotions de 35 élèves en moyenne) et par ses enseignements axés sur le domaine du BTP dès la première année.
L'alternance occupe une place importante, avec des stages ouvriers les deux premières années, et un cycle d'apprentissage les 3 années suivantes avec des responsabilités de plus en plus importantes en entreprise.
L'école est habilitée par la Commission des Titres d'Ingénieur. La dernière habilitation a été donnée pour 6 ans (durée maximale) à compter du 1er septembre 2012.

## Modalités de recrutement

### Admission en1reannée
- L'école ne dispose plus de prépa-intégrée, l'admission se fait désormais uniquement à partir de la 3e année.

### Admission en3eannée
- Titulaires d'un DUT, d'un BTS ou de tout autre diplôme équivalent

## Diplôme
En fin de formation, l’élève-ingénieur reçoit le diplôme d’Ingénieur du Cnam, spécialité Construction et Aménagement, option Bâtiment et Travaux Publics. Ce diplôme national est habilité par la Commission des Titres d'Ingénieur.